# Microfundamentos
Microfundamentos, en economía, se refiere al análisis microeconómico del comportamiento de agentes individuales tales como hogares o empresas que fundamentan una teoría macroeconómica.
La mayoría de modelos macroeconómicos más tempranos, incluyendo los Keynesianos, estaban basados en hipótesis acerca de las relaciones entre cantidades agregadas tales como la producción, el empleo, el consumo, y la inversión. Los críticos y proponentes de estos modelos estaban en desacuerdo a si estas relaciones agregadas eran consistentes con los principios de la microeconomía. Por ello, en recientes décadas, los macroeconomistas han intentado combinar modelos microeconómicos del comportamiento de hogares y empresas para derivar las relaciones entre variables macroeconómicas. Hoy, muchos modelos macroeconómicos, representando diferentes puntos de vista teóricos, son derivados agregando modelos microeconómicos, permitiendo que los economistas los comprueben con datos macro- y microeconómicos.

## Historia
Críticos de los métodos macroeconómicos Keynesianos rápidamente señalaron que algunos de los supuestos de Keynes eran incosistentes con la microeconomía estándar. Por ejemplo, la teoría microeconómica del consumo a lo largo del tiempo de Milton Friedman (la 'hipótesis del ingreso permanente') sugiere que la propensión marginal a consumir de la renta temporal, que es crucial para el multiplicador Keynesiano, era probablemente mucho más pequeña de lo que los Keynesianos asumían. Por esta razón, muchos estudios empíricos han intentado medir la propensión marginal a consumir (Barro, 1993, Ch. 3, p. 87), y los macroeconomistan han estudiado también modelos microeconómicos alternativos (tales como modelos de imperfección de mercados de créditos y ahorro prudente) que podrían implicar una mayor propensión marginal al consumo.
La crítica de Robert Lucas Jr. a los modelos de previsión macroeconométrica tradicionales fue particularmente influyente para el desarrollo de los microfundamentos. Después del aparente cambio en la relación de la curva de Phillips en los años 70, Lucas argumentó que las correlaciones entre
variables agregadas observadas en los modelos macroeconómicos tenderían a cambiar siempre que la política macroeconómica cambiara.
Esto implicó que los modelos microfundados serían más apropiados para predecir el impacto de los cambios de política, bajo la suposición de que los cambios en estas políticas no alteraran la estructura microeconómica subyacente de la macroeconomía.

## Controversia
Algunos, como Alan Kirman y S. Abu Turab Rizvi argumentan basándose en el teorema de Sonnenschein-Mantel-Debreu que el proyecto de microfundamentos es conceptualmente erróneo.